# Route de France féminine 2015

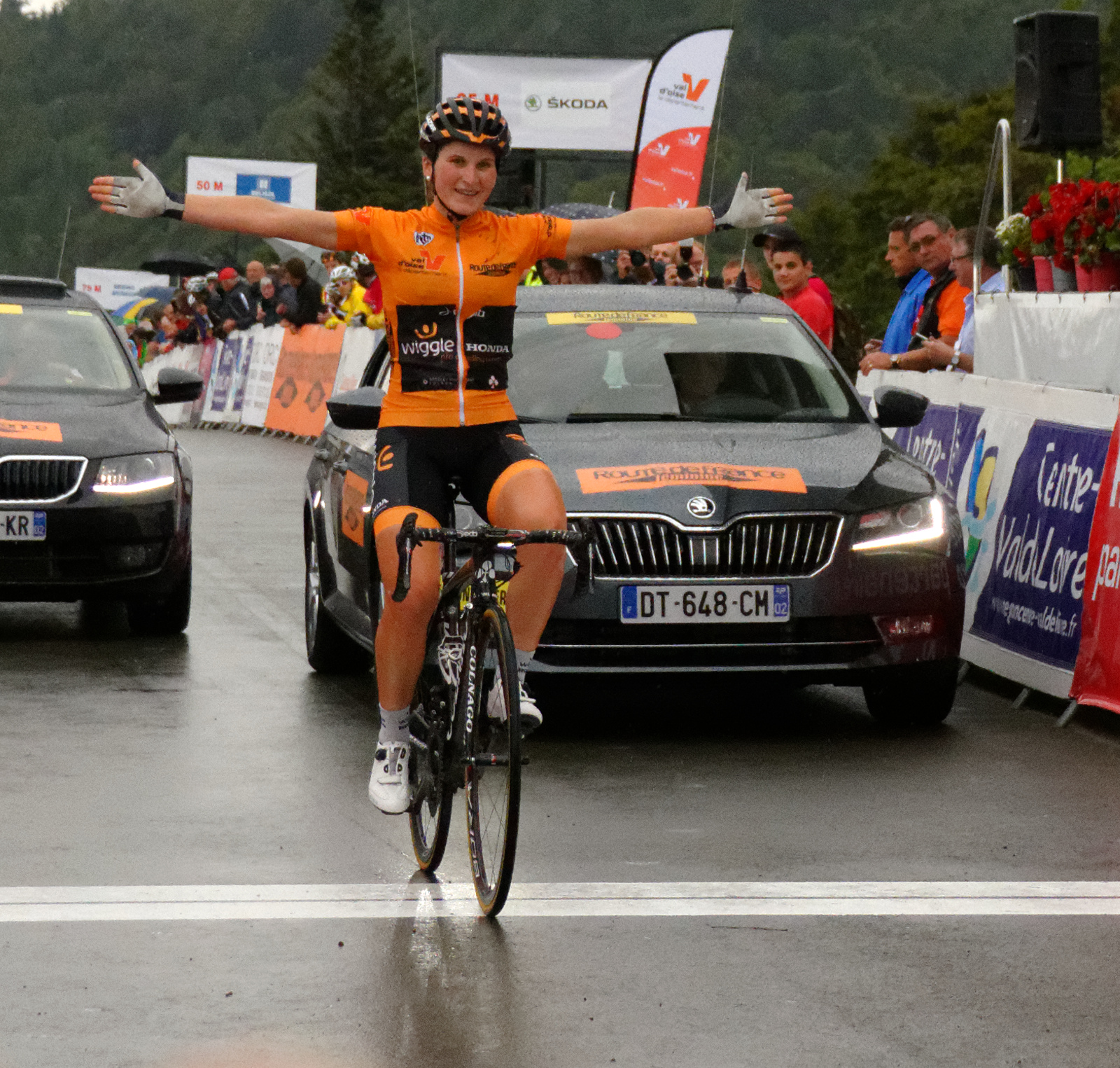
L'arrivée d'Elisa Longo Borghini à la Planche des Belles Filles.

La Route de France féminine 2015 est la neuvième édition de la Route de France féminine, course cycliste par étapes disputée en France. Elle est organisée par l'Organisation Routes et Cycles (ORC). La course fait partie du calendrier UCI féminin en catégorie 2.1.
Les équipes Wiggle Honda et Liv-Plantur sont les plus visibles. Amy Pieters remporte le prologue et porte le maillot de leader du classement général durant trois jours. Lucy Garner, également de la Liv-Plantur, remporte la première étape au sprint. Giorgia Bronzini s'impose au sprint sur la deuxième et sixième étape. Loren Rowney gagne la quatrième étape. Elisa Longo Borghini remporte la troisième étape en solitaire et s'empare de la tête du classement général. En arrivant seule à La Planche des Belles Filles, elle s'assure la victoire au classement général. Le podium final est complété par l'Américaine Amber Neben et l'Allemande Claudia Lichtenberg. Tetiana Riabchenko  gagne le classement de la montagne et Jenelle Crooks celui de la meilleure jeune.

## Présentation

### Parcours
L'édition 2015 part d'Enghien-les-Bains dans le Val-d'Oise et passe entre autres par les villes de Bourges, Nevers et Autun pour finir en Alsace à Guebwiller. Cette édition propose une étape bien plus vallonnée que les deux années précédentes, puisque la cinquième étape a pris son envol à Vesoul et est passée par le col des Chevrères pour finir à La Planche des Belles Filles, sommet du massif des Vosges culminant à 1 148 mètres d'altitude.

### Partenaires
Dubeau Reception situé à Sartrouville, la franchise Belisol, le groupe Škoda et les Ambulances auxerroises, la radio RTL2 soutiennent l'épreuve, ainsi que la région Centre et le département du Val-d'Oise.

### Événement sur la course
Lorène Devienne est pour la sixième année de suite la chanteuse officielle de la Route de France féminine.

## Les équipes retenues
Seize équipes prennent le départ.
| Équipes UCI            | Équipes UCI | Équipes UCI |
| Nom de l'équipe        | Pays        | Code        |
| ---------------------- | ----------- | ----------- |
| Astana-Acca Due O      |             | ASA         |
| Bepink Laclassica      |             | BPK         |
| Bizkaia-Durango        |             | BZK         |
| BTC City Ljubljana     |             | BTC         |
| Hitec Products         |             | HPU         |
| Inpa Sottoli Giusfredi |             | ISG         |
| Liv-Plantur            |             | TLP         |

| Équipes UCI                        | Équipes UCI | Équipes UCI |
| Nom de l'équipe                    | Pays        | Code        |
| ---------------------------------- | ----------- | ----------- |
| Lointek                            |             | LTK         |
| Lotto Soudal                       |             | LBL         |
| Optum P/B Kelly Benefit Strategies |             | OPW         |
| Poitou Charentes Futuroscope 86    |             | FUT         |
| Topsport Vlaanderen-Pro-Duo        |             | VLL         |
| Wiggle Honda                       |             | WHT         |

| Sélections nationales | Sélections nationales | Sélections nationales |
| Nom de l'équipe       | Pays                  | Code                  |
| --------------------- | --------------------- | --------------------- |
| Équipe de France      |                       | FRA                   |
| Équipe d’Australie    |                       | AUS                   |
| Équipe de Russie      |                       | RUS                   |

## Les étapes
| Étape     | Date    | Villes étapes                         | type              | Distance (km) | Vainqueur d'étape    | Leader du classement général |
| --------- | ------- | ------------------------------------- | ----------------- | ------------- | -------------------- | ---------------------------- |
| Prologue  | 9 août  | Enghien-les-Bains – Enghien-les-Bains | prologue          | 3             | Amy Pieters          | Amy Pieters                  |
| 1re étape | 10 août | Avon – Briare                         | étape de plaine   | 109,2         | Lucy van der Haar    | Amy Pieters                  |
| 2e étape  | 11 août | Villemandeur – Bourges                | étape vallonnée   | 118           | Giorgia Bronzini     | Amy Pieters                  |
| 3e étape  | 12 août | Nevers – Avallon                      | étape vallonnée   | 113,3         | Elisa Longo Borghini | Elisa Longo Borghini         |
| 4e étape  | 13 août | Autun – Louhans                       | étape vallonnée   | 103           | Loren Rowney         | Elisa Longo Borghini         |
| 5e étape  | 14 août | Vesoul – Planche des Belles Filles    | étape de montagne | 87,4          | Elisa Longo Borghini | Elisa Longo Borghini         |
| 6e étape  | 15 août | Soultzmatt – Guebwiller               | étape de plaine   | 116,4         | Giorgia Bronzini     | Elisa Longo Borghini         |

## Déroulement de la course

### Prologue
Le prologue relativement peu technique est remporté par la Néerlandaise Amy Pieters devant la Polonaise Eugenia Bujak et l'Américaine Brianna Walle.
| Classement de l'étape | Classement de l'étape | Classement de l'étape | Classement de l'étape              | Classement de l'étape |
|                       | Coureur               | Pays                  | Équipe                             | Temps                 |
| --------------------- | --------------------- | --------------------- | ---------------------------------- | --------------------- |
| 1er                   | Amy Pieters           | Pays-Bas              | Liv-Plantur                        | en 3 min 39 s         |
| 2e                    | Eugenia Bujak         | Pologne               | BTC City Ljubljana                 | +2 s                  |
| 3e                    | Brianna Walle         | États-Unis            | Optum P/B Kelly Benefit Strategies | +3 s                  |
| 4e                    | Jaime Nielsen         | Nouvelle-Zélande      | Bepink Laclassica                  | +3 s                  |
| 5e                    | Annette Edmondson     | Australie             | Wiggle Honda                       | +3 s                  |
| 6e                    | Leah Kirchmann        | Canada                | Optum P/B Kelly Benefit Strategies | +5 s                  |
| 7e                    | Lauren Kitchen        | Australie             | Hitec Products                     | +5 s                  |
| 8e                    | Elisa Longo Borghini  | Italie                | Wiggle Honda                       | +6 s                  |
| 9e                    | Aude Biannic          | France                | Poitou Charentes Futuroscope 86    | +6 s                  |
| 10e                   | Martina Ritter        | Autriche              | BTC City Ljubljana                 | +7 s                  |
| modifier              |                       |                       |                                    |                       |

| Classement général | Classement général   | Classement général | Classement général                 | Classement général |
|                    | Coureur              | Pays               | Équipe                             | Temps              |
| ------------------ | -------------------- | ------------------ | ---------------------------------- | ------------------ |
| 1er                | Amy Pieters          | Pays-Bas           | Liv-Plantur                        | en 3 min 39 s      |
| 2e                 | Eugenia Bujak        | Pologne            | BTC City Ljubljana                 | +2 s               |
| 3e                 | Brianna Walle        | États-Unis         | Optum P/B Kelly Benefit Strategies | +3 s               |
| 4e                 | Jaime Nielsen        | Nouvelle-Zélande   | Bepink Laclassica                  | +3 s               |
| 5e                 | Annette Edmondson    | Australie          | Wiggle Honda                       | +3 s               |
| 6e                 | Leah Kirchmann       | Canada             | Optum P/B Kelly Benefit Strategies | +5 s               |
| 7e                 | Lauren Kitchen       | Australie          | Hitec Products                     | +5 s               |
| 8e                 | Elisa Longo Borghini | Italie             | Wiggle Honda                       | +6 s               |
| 9e                 | Aude Biannic         | France             | Poitou Charentes Futuroscope 86    | +6 s               |
| 10e                | Martina Ritter       | Autriche           | BTC City Ljubljana                 | +7 s               |
| modifier           |                      |                    |                                    |                    |

### 1reétape
La première étape se termine au sprint. La photo finish doit départager Lucy Garner et Annette Edmondson. C'est finalement la première qui se voit adjuger la victoire.
| Classement de l'étape | Classement de l'étape | Classement de l'étape | Classement de l'étape              | Classement de l'étape |
|                       | Coureur               | Pays                  | Équipe                             | Temps                 |
| --------------------- | --------------------- | --------------------- | ---------------------------------- | --------------------- |
| 1er                   | Lucy Garner           | Royaume-Uni           | Liv-Plantur                        | en 2 h 47 min 49 s    |
| 2e                    | Annette Edmondson     | Australie             | Wiggle Honda                       | m.t.                  |
| 3e                    | Roxane Fournier       | France                | Poitou Charentes Futuroscope 86    | m.t.                  |
| 4e                    | Anna Trevisi          | Italie                | Inpa Sottoli Giusfredi             | m.t.                  |
| 5e                    | Aurore Verhoeven      | France                | Lointek                            | m.t.                  |
| 6e                    | Giorgia Bronzini      | Italie                | Wiggle Honda                       | m.t.                  |
| 7e                    | Lauren Kitchen        | Australie             | Hitec Products                     | m.t.                  |
| 8e                    | Leah Kirchmann        | Canada                | Optum P/B Kelly Benefit Strategies | m.t.                  |
| 9e                    | Amy Pieters           | Pays-Bas              | Liv-Plantur                        | m.t.                  |
| 10e                   | Kimberley Wells       | Australie             | Sélection nationale australienne   | m.t.                  |
| modifier              |                       |                       |                                    |                       |

| Classement général | Classement général   | Classement général | Classement général                 | Classement général |
|                    | Coureur              | Pays               | Équipe                             | Temps              |
| ------------------ | -------------------- | ------------------ | ---------------------------------- | ------------------ |
| 1er                | Amy Pieters          | Pays-Bas           | Liv-Plantur                        | en 2 h 21 min 28 s |
| 2e                 | Eugenia Bujak        | Pologne            | BTC City Ljubljana                 | +3 s               |
| 3e                 | Brianna Walle        | États-Unis         | Optum P/B Kelly Benefit Strategies | +4 s               |
| 4e                 | Jaime Nielsen        | Nouvelle-Zélande   | Bepink Laclassica                  | +4 s               |
| 5e                 | Annette Edmondson    | Australie          | Wiggle Honda                       | +4 s               |
| 6e                 | Leah Kirchmann       | Canada             | Optum P/B Kelly Benefit Strategies | +5 s               |
| 7e                 | Lauren Kitchen       | Australie          | Hitec Products                     | +6 s               |
| 8e                 | Elisa Longo Borghini | Italie             | Wiggle Honda                       | +6 s               |
| 9e                 | Aude Biannic         | France             | Poitou Charentes Futuroscope 86    | +7 s               |
| 10e                | Martina Ritter       | Autriche           | BTC City Ljubljana                 | +7 s               |
| modifier           |                      |                    |                                    |                    |

### 2eétape
Bien qu'une échappée de quatre coureuses animent l'étape, celle-ci se termine par un sprint. Giorgia Bronzini, emmenée par Annette Edmondson, lève les bras. L'équipe Liv-Plantur perd Lucy Garner et joue la carte Amy Pieters qui se classe deuxième. Kimberley Wells est troisième.
| Classement de l'étape | Classement de l'étape | Classement de l'étape | Classement de l'étape              | Classement de l'étape |
|                       | Coureur               | Pays                  | Équipe                             | Temps                 |
| --------------------- | --------------------- | --------------------- | ---------------------------------- | --------------------- |
| 1er                   | Giorgia Bronzini      | Italie                | Wiggle Honda                       | en 2 h 59 min 13 s    |
| 2e                    | Amy Pieters           | Pays-Bas              | Liv-Plantur                        | m.t.                  |
| 3e                    | Kimberley Wells       | Australie             | Sélection nationale australienne   | m.t.                  |
| 4e                    | Annette Edmondson     | Australie             | Wiggle Honda                       | m.t.                  |
| 5e                    | Lauren Kitchen        | Canada                | Optum P/B Kelly Benefit Strategies | m.t.                  |
| 6e                    | Aurore Verhoeven      | France                | Lointek                            | m.t.                  |
| 7e                    | Roxane Fournier       | France                | Poitou Charentes Futuroscope 86    | m.t.                  |
| 8e                    | Anna Trevisi          | Italie                | Inpa Sottoli Giusfredi             | m.t.                  |
| 9e                    | Oxana Kozonchuk       | Russie                | Sélection nationale russe          | m.t.                  |
| 10e                   | Claudia Lichtenberg   | Allemagne             | Liv-Plantur                        | m.t.                  |
| modifier              |                       |                       |                                    |                       |

| Classement général | Classement général   | Classement général | Classement général                 | Classement général |
|                    | Coureur              | Pays               | Équipe                             | Temps              |
| ------------------ | -------------------- | ------------------ | ---------------------------------- | ------------------ |
| 1er                | Amy Pieters          | Pays-Bas           | Liv-Plantur                        | en 5 h 50 min 41 s |
| 2e                 | Eugenia Bujak        | Pologne            | BTC City Ljubljana                 | +3 s               |
| 3e                 | Annette Edmondson    | Australie          | Wiggle Honda                       | +4 s               |
| 4e                 | Leah Kirchmann       | Canada             | Optum P/B Kelly Benefit Strategies | +5 s               |
| 5e                 | Lauren Kitchen       | Australie          | Hitec Products                     | +6 s               |
| 6e                 | Aude Biannic         | France             | Poitou Charentes Futuroscope 86    | +7 s               |
| 7e                 | Brianna Walle        | États-Unis         | Optum P/B Kelly Benefit Strategies | +9 s               |
| 8e                 | Jaime Nielsen        | Nouvelle-Zélande   | Bepink Laclassica                  | +9 s               |
| 9e                 | Claudia Lichtenberg  | Allemagne          | Liv-Plantur                        | +11 s              |
| 10e                | Elisa Longo Borghini | Italie             | Wiggle Honda                       | +11 s              |
| modifier           |                      |                    |                                    |                    |

### 3eétape
Lors d'une étape plus difficile Elisa Longo Borghini gagne seule devant un groupe de douze coureuses réglé par Eugenia Bujak. L'Italienne s'empare également du maillot de leader du classement général.
| Classement de l'étape | Classement de l'étape | Classement de l'étape | Classement de l'étape              | Classement de l'étape |
|                       | Coureur               | Pays                  | Équipe                             | Temps                 |
| --------------------- | --------------------- | --------------------- | ---------------------------------- | --------------------- |
| 1er                   | Elisa Longo Borghini  | Italie                | Wiggle Honda                       | en 3 h 6 min 17 s     |
| 2e                    | Eugenia Bujak         | Pologne               | BTC City Ljubljana                 | +13 s                 |
| 3e                    | Brianna Walle         | États-Unis            | Optum P/B Kelly Benefit Strategies | +13 s                 |
| 4e                    | Mayuko Hagiwara       | Japon                 | Wiggle Honda                       | +13 s                 |
| 5e                    | Amy Pieters           | Pays-Bas              | Liv-Plantur                        | +13 s                 |
| 6e                    | Lauren Kitchen        | Canada                | Optum P/B Kelly Benefit Strategies | +13 s                 |
| 7e                    | Amber Neben           | États-Unis            | BePink LaClassica                  | +13 s                 |
| 8e                    | Ane Santesteban       | Espagne               | Inpa Sottoli Giusfredi             | +13 s                 |
| 9e                    | Jessie Daams          | Belgique              | Lotto Soudal                       | +13 s                 |
| 10e                   | Polona Batagelj       | Slovénie              | BTC City Ljubljana                 | +13 s                 |
| modifier              |                       |                       |                                    |                       |

| Classement général | Classement général   | Classement général | Classement général                 | Classement général |
|                    | Coureur              | Pays               | Équipe                             | Temps              |
| ------------------ | -------------------- | ------------------ | ---------------------------------- | ------------------ |
| 1er                | Elisa Longo Borghini | Italie             | Wiggle Honda                       | en 8 h 57 min 9 s  |
| 2e                 | Amy Pieters          | Pays-Bas           | Liv-Plantur                        | +2 s               |
| 3e                 | Eugenia Bujak        | Pologne            | BTC City Ljubljana                 | +5 s               |
| 4e                 | Lauren Kitchen       | Australie          | Hitec Products                     | +8 s               |
| 5e                 | Brianna Walle        | États-Unis         | Optum P/B Kelly Benefit Strategies | +11 s              |
| 6e                 | Claudia Lichtenberg  | Allemagne          | Liv-Plantur                        | +13 s              |
| 7e                 | Carlee Taylor        | Australie          | Lotto Soudal                       | +19 s              |
| 8e                 | Jessie Daams         | Belgique           | Lotto Soudal                       | +19 s              |
| 9e                 | Polona Batagelj      | Slovénie           | BTC City Ljubljana                 | +20 s              |
| 10e                | Amber Neben          | États-Unis         | BePink LaClassica                  | +23 s              |
| modifier           |                      |                    |                                    |                    |

### 4eétape
La quatrième étape se termine par un sprint massif. Loren Rowney lance son sprint des six cent mètres et profite du final sinueux pour conserver sa place. Annette Edmondson tente sans succès de la remonter. 
| Classement de l'étape | Classement de l'étape       | Classement de l'étape | Classement de l'étape              | Classement de l'étape |
|                       | Coureur                     | Pays                  | Équipe                             | Temps                 |
| --------------------- | --------------------------- | --------------------- | ---------------------------------- | --------------------- |
| 1er                   | Loren Rowney                | Australie             | Sélection nationale australienne   | en 2 h 32 min 31 s    |
| 2e                    | Annette Edmondson           | Australie             | Wiggle Honda                       | m.t.                  |
| 3e                    | Roxane Fournier             | France                | Poitou Charentes Futuroscope 86    | +1 s                  |
| 4e                    | Leah Kirchmann              | Canada                | Optum P/B Kelly Benefit Strategies | +1 s                  |
| 5e                    | Fiona Dutriaux              | France                | Poitou Charentes Futuroscope 86    | +3 s                  |
| 6e                    | Elisa Longo Borghini        | Italie                | Wiggle Honda                       | +3 s                  |
| 7e                    | Aurore Verhoeven            | France                | Lointek                            | +3 s                  |
| 8e                    | Anna Trevisi                | Italie                | Inpa Sottoli Giusfredi             | +3 s                  |
| 9e                    | Daiva Tuslaite              | Lituanie              | Inpa Sottoli Giusfredi             | +3 s                  |
| 10e                   | Topsport Vlaanderen-Pro-Duo | Belgique              | Liv-Plantur                        | +5 s                  |
| modifier              |                             |                       |                                    |                       |

| Classement général | Classement général   | Classement général | Classement général                 | Classement général  |
|                    | Coureur              | Pays               | Équipe                             | Temps               |
| ------------------ | -------------------- | ------------------ | ---------------------------------- | ------------------- |
| 1er                | Elisa Longo Borghini | Italie             | Wiggle Honda                       | en 11 h 29 min 43 s |
| 2e                 | Amy Pieters          | Pays-Bas           | Liv-Plantur                        | +4 s                |
| 3e                 | Eugenia Bujak        | Pologne            | BTC City Ljubljana                 | +7 s                |
| 4e                 | Lauren Kitchen       | Australie          | Hitec Products                     | +10 s               |
| 5e                 | Brianna Walle        | États-Unis         | Optum P/B Kelly Benefit Strategies | +13 s               |
| 6e                 | Claudia Lichtenberg  | Allemagne          | Liv-Plantur                        | +15 s               |
| 7e                 | Carlee Taylor        | Australie          | Lotto Soudal                       | +21 s               |
| 8e                 | Jessie Daams         | Belgique           | Lotto Soudal                       | +21 s               |
| 9e                 | Polona Batagelj      | Slovénie           | BTC City Ljubljana                 | +22 s               |
| 10e                | Amber Neben          | États-Unis         | BePink LaClassica                  | +25 s               |
| modifier           |                      |                    |                                    |                     |

### 5eétape

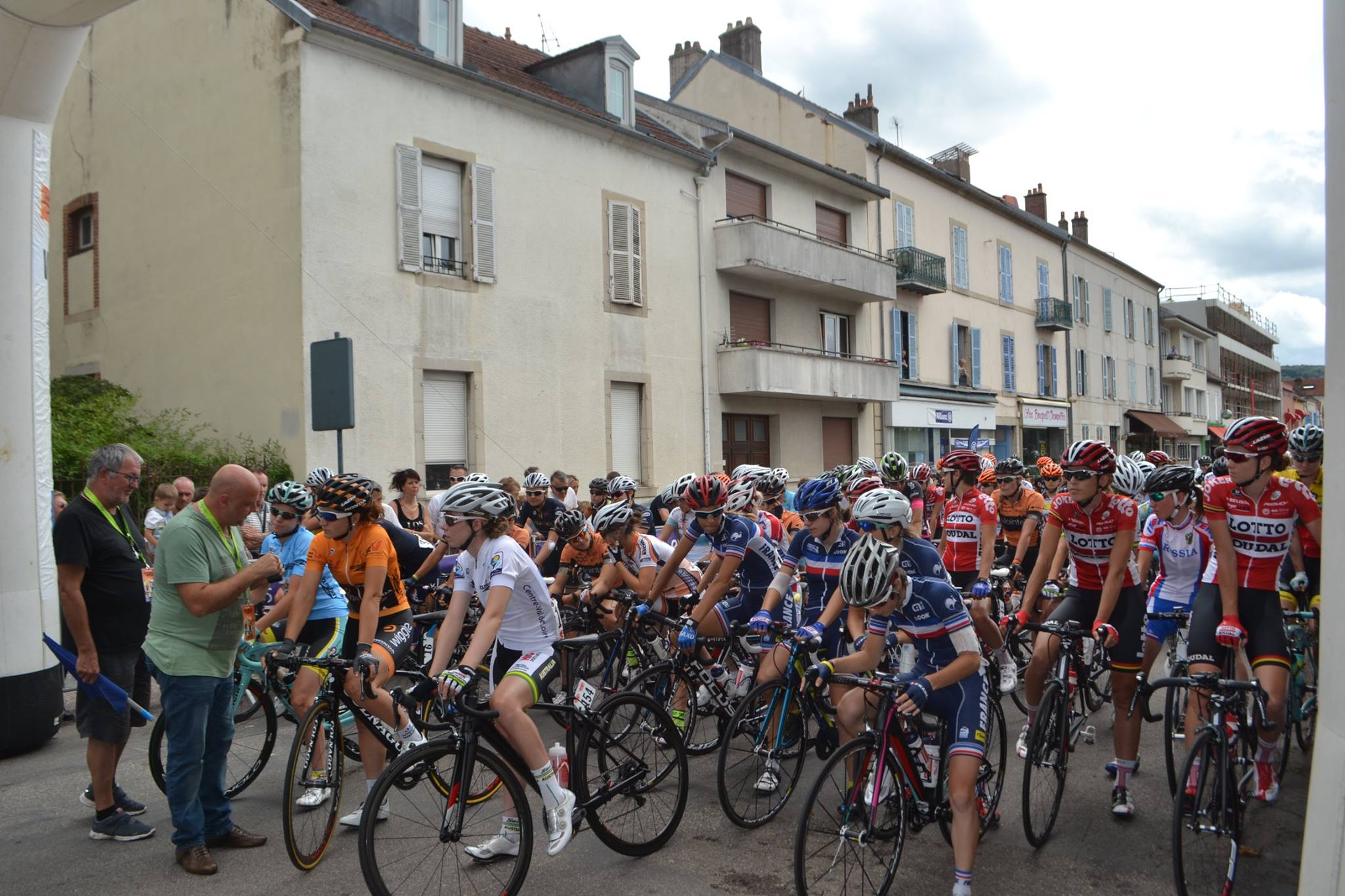
Le départ de la 5e étape à Vesoul

La cinquième étape avec son arrivée à la Planche des Belles Filles est l'étape reine de cette Route de France 2015. Aucune échappée ne parvient à prendre de l'avance avant le col des Chevrères situé à dix-huit kilomètres de l'arrivée. La Japonaise Mayuko Hagiwara de la Wiggle Honda y accélère afin de préparer l'attaque d'Elisa Longo Borghini qui a lieu à cinq cents mètres du sommet. L'Italienne, surprise de ne pas avoir été suivie, poursuit son effort. Elle parvient rapidement à creuser un écart important et peut gérer la montée finale. Parmi les poursuivantes, Amber Neben termine à quarante cinq secondes devant Claudia Lichtenberg à plus d'une minute.
| Classement de l'étape | Classement de l'étape | Classement de l'étape | Classement de l'étape            | Classement de l'étape |
|                       | Coureur               | Pays                  | Équipe                           | Temps                 |
| --------------------- | --------------------- | --------------------- | -------------------------------- | --------------------- |
| 1er                   | Elisa Longo Borghini  | Italie                | Wiggle Honda                     | en 2 h 42 min 12 s    |
| 2e                    | Amber Neben           | États-Unis            | BTC City Ljubljana               | +45 s                 |
| 3e                    | Claudia Lichtenberg   | Allemagne             | Liv-Plantur                      | +1 min 3 s            |
| 4e                    | Tetyana Riabchenko    | Ukraine               | Inpa Sottoli Giusfredi           | +1 min 36 s           |
| 5e                    | Carlee Taylor         | Australie             | Lotto Soudal                     | +1 min 57 s           |
| 6e                    | Fanny Leleu           | France                | Sélection nationale française    | +2 min 1 s            |
| 7e                    | Marina Likhanova      | Russie                | ?                                | +2 min 7 s            |
| 8e                    | Polona Batagelj       | Slovénie              | BTC City Ljubljana               | +9 s                  |
| 9e                    | Jenelle Crooks        | Australie             | Sélection nationale australienne | +2 min 29 s           |
| 10e                   | Eugenia Bujak         | Pologne               | BTC City Ljubljana               | +3 min 16 s           |
| modifier              |                       |                       |                                  |                       |

| Classement général | Classement général   | Classement général | Classement général               | Classement général  |
|                    | Coureur              | Pays               | Équipe                           | Temps               |
| ------------------ | -------------------- | ------------------ | -------------------------------- | ------------------- |
| 1er                | Elisa Longo Borghini | Italie             | Wiggle Honda                     | en 14 h 11 min 54 s |
| 2e                 | Amber Neben          | États-Unis         | BePink LaClassica                | +1 min 10 s         |
| 3e                 | Claudia Lichtenberg  | Allemagne          | Liv-Plantur                      | +1 min 18 s         |
| 4e                 | Carlee Taylor        | Australie          | Lotto Soudal                     | +2 min 18 s         |
| 5e                 | Tetyana Riabchenko   | Ukraine            | Inpa Sottoli Giusfredi           | +2 min 21 s         |
| 6e                 | Polona Batagelj      | Slovénie           | BTC City Ljubljana               | +2 min 31 s         |
| 7e                 | Jenelle Crooks       | Australie          | Sélection nationale australienne | +2 min 56 s         |
| 8e                 | Eugenia Bujak        | Pologne            | BTC City Ljubljana               | +3 min 23 s         |
| 9e                 | Brianna Walle        | États-Unis         | Optum-Kelly Benefit Strategies   | +3 min 38 s         |
| 10e                | Jessie Daams         | Belgique           | Lotto Soudal                     | +4 min 11 s         |
| modifier           |                      |                    |                                  |                     |

### 6eétape
La dernière étape se conclut par un nouveau sprint massif aisément remporté par Giorgia Bronzini. Loren Rowney est deuxième, Amy Pieters troisième.
| Classement de l'étape | Classement de l'étape  | Classement de l'étape | Classement de l'étape              | Classement de l'étape |
|                       | Coureur                | Pays                  | Équipe                             | Temps                 |
| --------------------- | ---------------------- | --------------------- | ---------------------------------- | --------------------- |
| 1er                   | Giorgia Bronzini       | Italie                | Wiggle Honda                       | en 3 h 4 min 52 s     |
| 2e                    | Loren Rowney           | Australie             | Velocio-SRAM                       | m.t.                  |
| 3e                    | Amy Pieters            | Pays-Bas              | Liv-Plantur                        | m.t.                  |
| 4e                    | Leah Kirchmann         | Canada                | Optum P/B Kelly Benefit Strategies | m.t.                  |
| 5e                    | Kaat Hannes            | Belgique              | Topsport Vlaanderen-Pro-Duo        | m.t.                  |
| 6e                    | Lauren Kitchen         | Australie             | Hitec Products                     | m.t.                  |
| 7e                    | Aurore Verhoeven       | France                | Lointek                            | m.t.                  |
| 8e                    | Eugenia Bujak          | Pologne               | BTC City Ljubljana                 | m.t.                  |
| 9e                    | Roxane Fournier        | France                | Poitou Charentes Futuroscope 86    | m.t.                  |
| 10e                   | Cecilie Gotaas Johnsen | Danemark              | Hitec Products                     | m.t.                  |
| modifier              |                        |                       |                                    |                       |

## Classements finals

### Classement général final
| Classement général final | Classement général final | Classement général final | Classement général final         | Classement général final |
|                          | Coureur                  | Pays                     | Équipe                           | Temps                    |
| ------------------------ | ------------------------ | ------------------------ | -------------------------------- | ------------------------ |
| 1er                      | Elisa Longo Borghini     | Italie                   | Wiggle Honda                     | en 17 h 16 min 41 s      |
| 2e                       | Amber Neben              | États-Unis               | BePink LaClassica                | +1 min 10 s              |
| 3e                       | Claudia Lichtenberg      | Allemagne                | Liv-Plantur                      | +1 min 18 s              |
| 4e                       | Carlee Taylor            | Australie                | Lotto Soudal                     | +2 min 18 s              |
| 5e                       | Tetyana Riabchenko       | Ukraine                  | Inpa Sottoli Giusfredi           | +2 min 21 s              |
| 6e                       | Polona Batagelj          | Slovénie                 | BTC City Ljubljana               | +2 min 31 s              |
| 7e                       | Jenelle Crooks           | Australie                | Sélection nationale australienne | +2 min 56 s              |
| 8e                       | Eugenia Bujak            | Pologne                  | BTC City Ljubljana               | +3 min 23 s              |
| 9e                       | Brianna Walle            | États-Unis               | Optum-Kelly Benefit Strategies   | +3 min 38 s              |
| 10e                      | Jessie Daams             | Belgique                 | Lotto Soudal                     | +4 min 11 s              |
| modifier                 |                          |                          |                                  |                          |

### Classements annexes

#### Classement du meilleur grimpeur

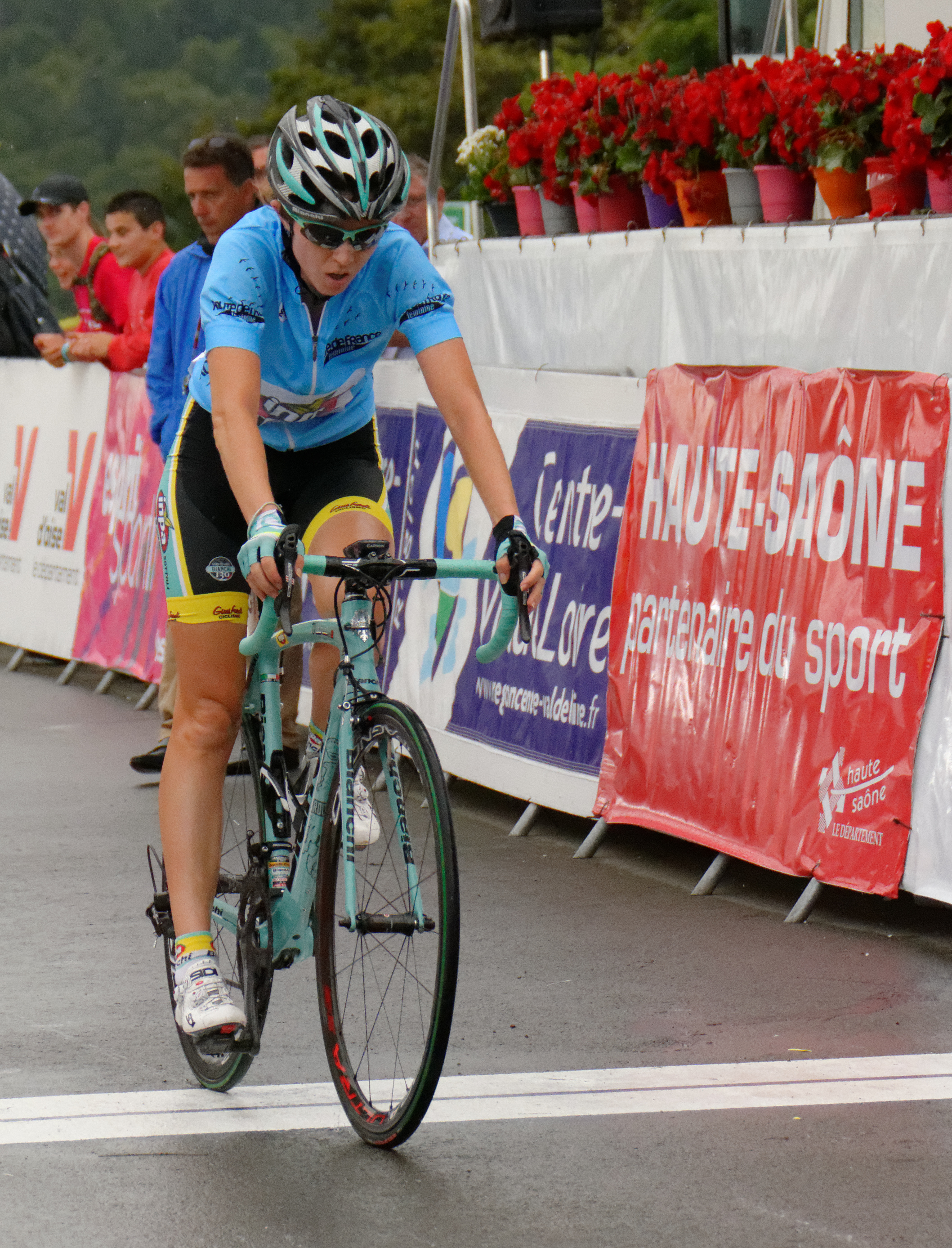
Tetiana Riabchenko à la Planche des Belles Filles

| Classement du meilleur grimpeur | Classement du meilleur grimpeur | Classement du meilleur grimpeur | Classement du meilleur grimpeur | Classement du meilleur grimpeur |
| ------------------------------- | ------------------------------- | ------------------------------- | ------------------------------- | ------------------------------- |
|                                 | Coureur                         | Pays                            | Équipe                          | Point(s)                        |
| 1er                             | Tetiana Riabchenko              | Ukraine                         | Inpa Sottoli Giusfredi          | 42 points                       |
| 2e                              | Elisa Longo Borghini            | Italie                          | Wiggle Honda                    | 40 pts                          |
| 3e                              | Brianna Walle                   | États-Unis                      | Optum-Kelly Benefit Strategies  | 27 pts                          |
| modifier                        |                                 |                                 |                                 |                                 |

#### Classement du meilleur jeune
| Classement du meilleur jeune | Classement du meilleur jeune | Classement du meilleur jeune | Classement du meilleur jeune     | Classement du meilleur jeune |
|                              | Coureur                      | Pays                         | Équipe                           | Temps                        |
| ---------------------------- | ---------------------------- | ---------------------------- | -------------------------------- | ---------------------------- |
| 1er                          | Jenelle Crooks               | Australie                    | Sélection nationale australienne | en 17 h 19 min 43 s          |
| 2e                           | Eider Merino Kortazar        | Espagne                      | Lointek                          | +3 min 39 s                  |
| 3e                           | Carolina Rodriguez Gutierrez | Espagne                      | Astana-Acca Due O                | +4 min 47 s                  |
| modifier                     |                              |                              |                                  |                              |

## Évolution des classements
| Étape              | Vainqueur            | Classement général   | Classement de la montagne | Classement de la meilleure jeune |
| ------------------ | -------------------- | -------------------- | ------------------------- | -------------------------------- |
| Prologue           | Amy Pieters          | Amy Pieters          |                           | Anouk Rijff                      |
| 1                  | Lucy Garner          | Amy Pieters          |                           | Anouk Rijff                      |
| 2                  | Giorgia Bronzini     | Amy Pieters          | Brianna Walle             | Eugénie Duval                    |
| 3                  | Elisa Longo Borghini | Elisa Longo Borghini | Tetiana Riabchenko        | Jenelle Crooks                   |
| 4                  | Loren Rowney         | Elisa Longo Borghini | Tetiana Riabchenko        | Jenelle Crooks                   |
| 5                  | Elisa Longo Borghini | Elisa Longo Borghini | Elisa Longo Borghini      | Jenelle Crooks                   |
| 6                  | Giorgia Bronzini     | Elisa Longo Borghini | Tetiana Riabchenko        | Jenelle Crooks                   |
| Classements finals | Classements finals   | Elisa Longo Borghini | Tetiana Riabchenko        | Jenelle Crooks                   |

## Points UCI
| Position,          | 1er | 2e | 3e | 4e | 5e | 6e | 7e | 8e | 9e | 10e | 11e | 12e | 13e | 14e | 15e | 16e | 17e | 18e |
| Classement général | 80  | 60 | 45 | 35 | 30 | 25 | 21 | 18 | 15 | 12  | 10  | 8   | 6   | 5   | 4   | 3   | 2   | 1   |
| Par étape          | 16  | 12 | 8  | 6  | 5  | 4  | 3  | 2  |    |     |     |     |     |     |     |     |     |     |
| Leader, par étape  | 4   |    |    |    |    |    |    |    |    |     |     |     |     |     |     |     |     |     |

## Bilan
L'équipe Wiggle Honda domine nettement cette Route de France : elle remporte quatre des six étapes et le classement général. L'équipe Liv-Plantur réussit également sa course. Sur les étapes, elle gagne deux fois et réalise plusieurs podiums. Amy Pieters porte le maillot de leader du classement général durant trois jours, enfin Claudia Lichtenberg termine à la troisième place du classement général. 

## Liste des participantes
| Légende                      | Légende | Légende                                | Légende                                                                                              |
| ---------------------------- | --- | -------------------------------------- | --- |
| Num                          | Dossard de départ porté par la coureuse sur cette Route de France féminine féminin                            | Pos                                    | Position finale au classement général                                                                |
| Leader du classement général | Indique la vainqueur du classement général                                                                    | Leader du classement du meilleur jeune | Indique la vainqueur du classement de la meilleure jeune                                             |
|                              | Indique un maillot de champion national ou mondial, suivi de sa spécialité                                    | #                                      | Indique la meilleure équipe                                                                          |
| NP                           | Indique une coureuse qui n'a pas pris le départ d'une étape, suivi du numéro de l'étape où elle s'est retirée | AB                                     | Indique une coureuse qui n'a pas terminé une étape, suivi du numéro de l'étape où elle s'est retirée |
| HD                           | Indique un coureuse qui a terminé une étape hors des délais, suivi du numéro de l'étape                       | DSQ                                    | Indique un coureur qui a été disqualifié de la course, suivi du numéro de l'étape                    |
| *                            | Indique un coureuse en lice pour le classement de la meilleure jeune (coureuses nées après le )               |                                        | |

| Liv-Plantur TLP | Liv-Plantur TLP           | Liv-Plantur TLP |
| --------------- | ------------------------- | --------------- |
| Num             | Coureur                   | Pos             |
| 1               | Claudia Lichtenberg (GER) | 3e              |
| 2               | Lucy Garner* (GBR)        | 69e             |
| 3               | Willeke Knol (NED)        | 67e             |
| 4               | Amy Pieters (NED)         | 12e             |
| 5               | Julia Soek (NED)*         | 50e             |
| 6               | Molly Weaver* (GBR)       | 27e             |

| Wiggle Honda WHT | Wiggle Honda WHT               | Wiggle Honda WHT |
| ---------------- | ------------------------------ | ---------------- |
| Num              | Coureur                        | Pos              |
| 11               | Giorgia Bronzini (ITA)         | 44e              |
| 12               | Anna Christian* (GBR)          | 72e              |
| 13               | Annette Edmondson (AUS)        | NP-6             |
| 14               | Mayuko Hagiwara ( JPN) (route) | 14e              |
| 15               | Audrey Cordon (FRA)            | 51e              |
| 16               | Elisa Longo Borghini (ITA)     | 1re              |

| Hitec Products HPU | Hitec Products HPU           | Hitec Products HPU |
| ------------------ | ---------------------------- | ------------------ |
| Num                | Coureur                      | Pos                |
| 21                 | Ingrid Lorvik (NOR)          | 29e                |
| 22                 | Tone Hatteland Lima (NOR)    | 77e                |
| 23                 | Janicke Gunvaldsen (NOR)     | 58e                |
| 24                 | Cecilie Gotaas Johnsen (NOR) | 43e                |
| 25                 | Lauren Kitchen (AUS)         | 16e                |

| Optum P/B Kelly Benefit Strategies OPW | Optum P/B Kelly Benefit Strategies OPW | Optum P/B Kelly Benefit Strategies OPW |
| -------------------------------------- | -------------------------------------- | -------------------------------------- |
| Num                                    | Coureur                                | Pos                                    |
| 31                                     | Brianna Walle (USA)                    | 9e                                     |
| 32                                     | Maura Kinsella (USA)                   | AB-6                                   |
| 33                                     | Annie Ewart* (CAN)                     | 53e                                    |
| 34                                     | Jasmin Glaesser (CAN)                  | 13e                                    |
| 35                                     | Ariane Horbach* (GER)                  | 70e                                    |
| 36                                     | Leah Kirchmann (CAN)                   | 11e                                    |

| Lotto Soudal LBL | Lotto Soudal LBL       | Lotto Soudal LBL |
| ---------------- | ---------------------- | ---------------- |
| Num              | Coureur                | Pos              |
| 41               | Isabelle Beckers (BEL) | 65e              |
| 42               | Amy Cure (AUS)         | 57e              |
| 43               | Anouk Rijff* (NED)     | 62e              |
| 44               | Jessie Daams (BEL)     | 10e              |
| 45               | Lieselot Decroix (BEL) | 40e              |
| 46               | Carlee Taylor (AUS)    | 4e               |

| Poitou Charentes Futuroscope 86 FUT | Poitou Charentes Futuroscope 86 FUT | Poitou Charentes Futuroscope 86 FUT |
| ----------------------------------- | ----------------------------------- | ----------------------------------- |
| Num                                 | Coureur                             | Pos                                 |
| 51                                  | Amélie Rivat (FRA)                  | 17e                                 |
| 52                                  | Roxane Fournier (FRA)               | 45e                                 |
| 53                                  | Eugénie Duval* (FRA)                | AB-6                                |
| 54                                  | Charlotte Bravard (FRA)             | 24e                                 |
| 55                                  | Aude Biannic (FRA)                  | 18e                                 |
| 56                                  | Greta Richioud* (FRA)               | 38e                                 |

| Astana-Acca Due O ASA | Astana-Acca Due O ASA               | Astana-Acca Due O ASA |
| --------------------- | ----------------------------------- | --------------------- |
| Num                   | Coureur                             | Pos                   |
| 61                    | Ingrid Drexel* (MEX)                | 32e                   |
| 62                    | Larisa Pankova (RUS)                | 63e                   |
| 63                    | Carolina Rodriguez Gutierrez* (MEX) | 23e                   |
| 64                    | Natalya Saifutdinova (KAZ)          | 59e                   |
| 65                    | Kseniia Dobrynina* (RUS)            | 52e                   |
| 66                    | Makhabbat Umutzhanova* (KAZ)        | 74e                   |

| Inpa Sottoli Giusfredi ISG | Inpa Sottoli Giusfredi ISG        | Inpa Sottoli Giusfredi ISG |
| -------------------------- | --------------------------------- | -------------------------- |
| Num                        | Coureur                           | Pos                        |
| 71                         | Daiva Tušlaitė ( LTU) (route)     | 21e                        |
| 72                         | Tetyana Riabchenko ( UKR) (route) | 5e                         |
| 73                         | Claudia Cretti* (ITA)             | 73e                        |
| 74                         | Ane Santesteban Gonzalez (ESP)    | 34e                        |
| 75                         | Anna Trevisi (ITA)                | 46e                        |
| 76                         | Angela Maffeis* (ITA)             | AB-6                       |

| BTC City Ljubljana BTC | BTC City Ljubljana BTC         | BTC City Ljubljana BTC |
| ---------------------- | ------------------------------ | ---------------------- |
| Num                    | Coureur                        | Pos                    |
| 81                     | Eugenia Bujak ( POL) (route)   | 8e                     |
| 82                     | Martina Ritter ( AUT) (route)  | AB-4                   |
| 83                     | Polona Batagelj ( SLO) (route) | 6e                     |
| 84                     | Ursa Pintar (SLO)              | 22e                    |
| 85                     | Mia Radotic ( CRO) (route)     | NP-2                   |
| 86                     | Spela Kern (SLO)               | AB-5                   |

| Bepink Laclassica BPK | Bepink Laclassica BPK            | Bepink Laclassica BPK |
| --------------------- | -------------------------------- | --------------------- |
| Num                   | Coureur                          | Pos                   |
| 91                    | Amber Neben (USA)                | 2e                    |
| 92                    | Jaime Nielsen (NZL)              | AB-5                  |
| 93                    | Silvia Valsecchi (ITA)           | 31e                   |
| 94                    | Lindsay Marie Fox (USA)          | AB-6                  |
| 95                    | Ilaria Bonomi* (ITA)             | 76e                   |
| 96                    | Ana Maria Covrig* ( ROM) (route) | 61e                   |

| Lointek LTK | Lointek LTK                    | Lointek LTK |
| ----------- | ------------------------------ | ----------- |
| Num         | Coureur                        | Pos         |
| 101         | Soline Lamboley* (FRA)         | 75e         |
| 102         | Eider Merino Kortazar* (ESP)   | 20e         |
| 103         | Dafné Therous Izquierdo* (CAN) | NP-4        |
| 104         | Lucia Gonzaler Blanco (ESP)    | 33e         |
| 105         | Belen Lopez Morales (ESP)      | AB-6        |
| 106         | Aurore Verhoeven (FRA)         | 41e         |

| Bizkaia-Durango BZK | Bizkaia-Durango BZK            | Bizkaia-Durango BZK |
| ------------------- | ------------------------------ | ------------------- |
| Num                 | Coureur                        | Pos                 |
| 111                 | Olga Dobrynina (RUS)           | ?                   |
| 112                 | Samara Sheppard (NZL)          | ?                   |
| 113                 | Elena Utrobina (RUS)           | ?                   |
| 114                 | Lierni Lekuona Etxebeste (ESP) | ?                   |

| Sélection nationale française FRA | Sélection nationale française FRA | Sélection nationale française FRA |
| --------------------------------- | --------------------------------- | --------------------------------- |
| Num                               | Coureur                           | Pos                               |
| 121                               | Emilie Rochedy (FRA)              | 36e                               |
| 122                               | Coralie Demay (FRA)               | 64e                               |
| 123                               | Fiona Dutriaux (FRA)              | NP-6                              |
| 124                               | Fanny Leleu (FRA)                 | 28e                               |
| 125                               | Marion Sicot (FRA)                | 30e                               |
| 126                               | Manon Souyris* (FRA)              | 42e                               |

| Topsport Vlaanderen-Pro-Duo VLL | Topsport Vlaanderen-Pro-Duo VLL | Topsport Vlaanderen-Pro-Duo VLL |
| ------------------------------- | ------------------------------- | ------------------------------- |
| Num                             | Coureur                         | Pos                             |
| 131                             | Saartje Vandenbroucke* (BEL)    | AB-4                            |
| 132                             | Kaat Hannes (BEL)               | 25e                             |
| 133                             | Nel De Crits (BEL)              | NP-4                            |
| 134                             | Fien Delbaere (BEL)             | 71e                             |
| 136                             | Jessy Druyts* (BEL)             | 60e                             |

| Sélection nationale russe RUS | Sélection nationale russe RUS | Sélection nationale russe RUS |
| ----------------------------- | ----------------------------- | ----------------------------- |
| Num                           | Coureur                       | Pos                           |
| 141                           | Tatiana Antoshina (RUS)       | AB-2                          |
| 142                           | Anna Potokina (RUS)           | 15e                           |
| 143                           | Marina Likhanova (RUS)        | 19e                           |
| 145                           | Tatiana Shamanova (RUS)       | 37e                           |
| 146                           | Oxana Kozonchuk (RUS)         | 35e                           |

| Sélection nationale australienne AUS | Sélection nationale australienne AUS | Sélection nationale australienne AUS |
| ------------------------------------ | ------------------------------------ | ------------------------------------ |
| Num                                  | Coureur                              | Pos                                  |
| 151                                  | Kimberley Wells (AUS)                | 55e                                  |
| 152                                  | Jessica Mundy* (AUS)                 | 66e                                  |
| 153                                  | Ellen Skerritt* (AUS)                | 48e                                  |
| 154                                  | Jenelle Crooks* (AUS)                | 7e                                   |
| 155                                  | Shannon Malseed* (AUS)               | 47e                                  |
| 156                                  | Loren Rowney (AUS)                   | 39e                                  |

Source.